# Copa Libertadores 1988
Copa Libertadores 1988 var 1988 års säsong av Copa Libertadores som vanns av Nacional från Uruguay efter en finalseger mot Newell's Old Boys från Rosario Argentina. Två lag från varje land i CONMEBOL deltog, vilket innebar 20 lag. Dessutom var ett lag direktkvalificerat som regerande mästare. De första 20 lagen delades upp i fem grupper om fyra lag där två lag från varje grupp gick vidare till en andra omgång. Där möttes de tio lagen i dubbelmatcher där de fem segrarna gick vidare till den tredje omgången, där även det regerande mästarlaget spelade. Dessa sex lag spelade dubbelmöten, där de tre segrarna och den bästa förloraren gick vidare till semifinaler.

## Deltagande lag
Varje grupp representerades av två länder, med två lag från vardera land.
Regerande mästarna Peñarol var direktkvalificerade till tredje omgången.
| Grupp 1                                                                    | Grupp 2                                                  | Grupp 3                                                         | Grupp 4                                               | Grupp 5                                               |
| Chile och Venezuela                                                        | Argentina och Ecuador                                    | Colombia och Uruguay                                            | Bolivia och Paraguay                                  | Brasilien och Peru                                    |
| -------------------------------------------------------------------------- | -------------------------------------------------------- | --------------------------------------------------------------- | ----------------------------------------------------- | ----------------------------------------------------- |
| Colo-Colo · Universidad Católica · Sport Marítimo · Unión Atlético Táchira | Newell's Old Boys · San Lorenzo · Barcelona · Filanbanco | América de Cali · Millonarios · Montevideo Wanderers · Nacional | Bolívar · Oriente Petrolero · Cerro Porteño · Olimpia | Guarani · Sport Recife · Alianza Lima · Universitario |

## Gruppspel

### Grupp 1
| Nr | Lag                    | S | V | O | F | GM | IM | MS | P  |
| -- | ---------------------- | - | - | - | - | -- | -- | -- | -- |
| 1  | Universidad Católica   | 6 | 4 | 2 | 0 | 9  | 4  | +5 | 10 |
| 2  | Colo-Colo              | 6 | 4 | 1 | 1 | 8  | 3  | +5 | 9  |
| 3  | Marítimo               | 6 | 0 | 3 | 3 | 2  | 5  | −3 | 3  |
| 4  | Unión Atlético Táchira | 6 | 0 | 2 | 4 | 2  | 8  | −6 | 2  |

| Hemma \ Borta          | Chile | Venezuela | Chile | Venezuela |
| Colo-Colo              | —     | 1–0       | 2–2   | 2–0       |
| Marítimo               | 0–1   | —         | 0–0   | 1–1       |
| Universidad Católica   | 1–0   | 2–1       | —     | 3–1       |
| Unión Atlético Táchira | 0–1   | 0–0       | 0–1   | —         |

### Grupp 2
| Nr | Lag               | S | V | O | F | GM | IM | MS | P |
| -- | ----------------- | - | - | - | - | -- | -- | -- | - |
| 1  | Newell's Old Boys | 6 | 2 | 4 | 0 | 5  | 1  | +4 | 8 |
| 2  | San Lorenzo       | 6 | 3 | 2 | 1 | 6  | 4  | +2 | 8 |
| 3  | Barcelona         | 6 | 3 | 1 | 2 | 9  | 8  | +1 | 7 |
| 4  | Filanbanco        | 6 | 0 | 1 | 5 | 5  | 12 | −7 | 1 |

| Hemma \ Borta     | Ecuador | Ecuador | Argentina | Argentina |
| Barcelona         | —       | 4–2     | 0–0       | 2–0       |
| Filanbanco        | 1–2     | —       | 1–1       | 1–2       |
| Newell's Old Boys | 3–0     | 1–0     | —         | 0–0       |
| San Lorenzo       | 2–1     | 2–0     | 0–0       | —         |

### Grupp 3
| Nr | Lag                  | S | V | O | F | GM | IM | MS | P |
| -- | -------------------- | - | - | - | - | -- | -- | -- | - |
| 1  | América de Cali      | 6 | 4 | 1 | 1 | 8  | 6  | +2 | 9 |
| 2  | Nacional             | 6 | 3 | 2 | 1 | 8  | 7  | +1 | 8 |
| 3  | Millonarios          | 6 | 2 | 0 | 4 | 14 | 12 | +2 | 4 |
| 4  | Montevideo Wanderers | 6 | 1 | 1 | 4 | 3  | 8  | −5 | 3 |

| Hemma \ Borta        | Colombia | Colombia | Uruguay | Uruguay |
| América de Cali      | —        | 2–1      | 0–0     | 1–0     |
| Millonarios          | 2–3      | —        | 6–1     | 3–0     |
| Montevideo Wanderers | 1–2      | 2–1      | —       | 0–0     |
| Nacional             | 2–0      | 4–1      | 1–0     | —       |

### Grupp 4
| Nr | Lag               | S | V | O | F | GM | IM | MS | P |
| -- | ----------------- | - | - | - | - | -- | -- | -- | - |
| 1  | Oriente Petrolero | 6 | 3 | 1 | 2 | 8  | 8  | 0  | 7 |
| 2  | Bolívar           | 6 | 3 | 0 | 3 | 12 | 10 | +2 | 6 |
| 3  | Cerro Porteño     | 6 | 2 | 2 | 2 | 6  | 7  | −1 | 6 |
| 4  | Olimpia           | 6 | 2 | 1 | 3 | 6  | 7  | −1 | 5 |

| Hemma \ Borta     | Bolivia | Paraguay | Paraguay | Bolivia |
| Bolívar           | —       | 2–0      | 2–0      | 1–2     |
| Cerro Porteño     | 3–2     | —        | 0–0      | 1–0     |
| Olimpia           | 4–2     | 1–0      | —        | 1–2     |
| Oriente Petrolero | 1–3     | 2–2      | 1–0      | —       |

### Grupp 5
| Nr | Lag           | S | V | O | F | GM | IM | MS | P |
| -- | ------------- | - | - | - | - | -- | -- | -- | - |
| 1  | Guarani       | 6 | 3 | 2 | 1 | 9  | 5  | +4 | 8 |
| 2  | Universitario | 6 | 2 | 4 | 0 | 5  | 2  | +3 | 8 |
| 3  | Sport         | 6 | 2 | 1 | 3 | 7  | 6  | +1 | 5 |
| 4  | Alianza Lima  | 6 | 1 | 1 | 4 | 2  | 10 | −8 | 3 |

| Hemma \ Borta | Peru | Brasilien | Brasilien | Peru |
| Alianza Lima  | —    | 2–1       | 0–1       | 0–0  |
| Guarani       | 1–0  | —         | 4–1       | 1–1  |
| Sport         | 5–0  | 0–1       | —         | 0–0  |
| Universitario | 2–0  | 1–1       | 1–0       | —    |

## Andra omgången
| A1 | 7 september | Universidad Católica | 1 – 1 | Nacional |                 |                 |
|    |             |                      | (–)   |          | Santiago, Chile | Santiago, Chile |
|    |             |                      |       |          |                 |                 |

| A2 | 14 september | Nacional | 0 – 0 | Universidad Católica |                     |  |
|    |              |          |       |                      | Montevideo, Uruguay |  |
|    |              |          |       |                      |                     |  |

| B1 | 7 september | América de Cali | 1 – 0 | Universitario |                |                |
|    |             |                 | (–)   |               | Cali, Colombia | Cali, Colombia |
|    |             |                 |       |               |                |                |

| B2 | 14 september | Universitario | 2 – 2 | América de Cali |            |            |
|    |              |               | (–)   |                 | Lima, Peru | Lima, Peru |
|    |              |               |       |                 |            |            |

| C1 | 8 september | Oriente Petrolero | 2 – 1 | Colo-Colo |                     |                     |
|    |             |                   | (–)   |           | Santa Cruz, Bolivia | Santa Cruz, Bolivia |
|    |             |                   |       |           |                     |                     |

| C2 | 14 september | Colo-Colo | 0 – 0 | Oriente Petrolero |                 |  |
|    |              |           |       |                   | Santiago, Chile |  |
|    |              |           |       |                   |                 |  |

| D1 | 7 september | San Lorenzo | 1 – 1 | Guarani |                         |                         |
|    |             |             | (–)   |         | Buenos Aires, Argentina | Buenos Aires, Argentina |
|    |             |             |       |         |                         |                         |

| D2 | 14 september | Guarani | 0 – 1 | San Lorenzo |                     |                     |
|    |              |         | (–)   |             | Campinas, Brasilien | Campinas, Brasilien |
|    |              |         |       |             |                     |                     |

| E1 | 7 september | Bolívar | 1 – 0 | Newell's Old Boys |                 |                 |
|    |             |         | (–)   |                   | La Paz, Bolivia | La Paz, Bolivia |
|    |             |         |       |                   |                 |                 |

| E2 | 14 september               | Newell's Old Boys | 1 – 0 (e fl) | Bolívar |                    |                    |
|    |                            |                   | (–)          |         | Rosario, Argentina | Rosario, Argentina |
|    | Straffsparksläggning 3 – 2 |                   |              |         | Rosario, Argentina | Rosario, Argentina |

## Tredje omgången
| A1 | 21 september | Peñarol | 0 – 0 | San Lorenzo | Estadio Centenario  |  |
|    |              |         |       |             | Montevideo, Uruguay |  |
|    |              |         |       |             |                     |  |

| A2 | 28 september | San Lorenzo | 1 – 0 | Peñarol |                         |                         |
|    |              |             | (–)   |         | Buenos Aires, Argentina | Buenos Aires, Argentina |
|    |              |             |       |         |                         |                         |

| B1 | 22 september | Newell's Old Boys | 1 – 1 | Nacional |                    |                    |
|    |              |                   | (–)   |          | Rosario, Argentina | Rosario, Argentina |
|    |              |                   |       |          |                    |                    |

| B2 | 28 september | Nacional | 2 – 1 | Newell's Old Boys | Estadio Centenario  |                     |
|    |              |          | (–)   |                   | Montevideo, Uruguay | Montevideo, Uruguay |
|    |              |          |       |                   |                     |                     |

| C1 | 21 september | Oriente Petrolero | 1 – 1 | América de Cali |                     |                     |
|    |              |                   | (–)   |                 | Santa Cruz, Bolivia | Santa Cruz, Bolivia |
|    |              |                   |       |                 |                     |                     |

| C2 | 28 september | América de Cali | 2 – 0 | Oriente Petrolero |                |                |
|    |              |                 | (–)   |                   | Cali, Colombia | Cali, Colombia |
|    |              |                 |       |                   |                |                |

### Ranking av förlorarna
| Lag               | S | V | O | F | GM | IM | MS | P |
| ----------------- | - | - | - | - | -- | -- | -- | - |
| Newell's Old Boys | 2 | 0 | 1 | 1 | 2  | 3  | −1 | 1 |
| Peñarol           | 2 | 0 | 1 | 1 | 0  | 1  | −1 | 1 |
| Oriente Petrolero | 2 | 0 | 1 | 1 | 1  | 3  | −2 | 1 |

## Semifinaler
| S1 | 5 oktober | Newell's Old Boys | 1 – 0 | San Lorenzo |                    |                    |
|    |           | Alfaro            | (–)   |             | Rosario, Argentina | Rosario, Argentina |
|    |           |                   |       |             |                    |                    |

| S1 | 12 oktober | San Lorenzo | 1 – 2 | Newell's Old Boys |                         |                         |
|    |            | Marchi      | (–)   | Rossi Batistuta   | Buenos Aires, Argentina | Buenos Aires, Argentina |
|    |            |             |       |                   |                         |                         |

| S2 | 5 oktober | Nacional | 1 – 0 | América de Cali | Estadio Centenario  |                     |
|    |           | Lemos    | (–)   |                 | Montevideo, Uruguay | Montevideo, Uruguay |
|    |           |          |       |                 |                     |                     |

| S2 | 12 oktober | América de Cali | 1 – 1 | Nacional |                |                |
|    |            | De Avila        | (–)   | de Lima  | Cali, Colombia | Cali, Colombia |
|    |            |                 |       |          |                |                |

## Final
Mästare i turneringen avgjordes med två matcher. Newell's Old Boys och Nacional vann var sin match och mästare blev det lag med flest poäng. I det andra mötet fick matchen spelas med förlängning. Matchen i Montevideo slutade 3–0 och målskillnaden fick avgöra vilket lag som blev mästare (målskillnaden kunde ej avgöra under ordinarie speltid).
|  | 19 oktober | Newell's Old Boys | 1 – 0   | Nacional | Gigante de Arroyito                                            |                                                                |
|  |            | Gabrich 60′       | (0 – 0) |          | Rosario, Argentina Publik: 45 000 Domare: Hernán Silva (Chile) | Rosario, Argentina Publik: 45 000 Domare: Hernán Silva (Chile) |
|  |            |                   |         |          |                                                                |                                                                |

|  | 26 oktober | Nacional                                   | 3 – 0 (e fl) | Newell's Old Boys | Estadio Centenario                                                          |                                                                             |
|  |            | Vargas 13′ Ostolaza 36′ de León 78′ (str.) | (2 – 0)      |                   | Montevideo, Uruguay Publik: 75 000 Domare: César Arnaldo Coelho (Brasilien) | Montevideo, Uruguay Publik: 75 000 Domare: César Arnaldo Coelho (Brasilien) |
|  |            |                                            |              |                   |                                                                             |                                                                             |